# Enrico Scarabelli Zunti
Enrico Scarabelli Zunti (Parma, 13 agosto 1808 – Parma, 6 gennaio 1893) è stato un archivista e storiografo italiano.
Assunse il secondo cognome Zunti dopo aver sposato la contessa Camilla Zunti.

## Biografia
Di nobile casata, compì le prime ricerche storiche nell'archivio di famiglia. Sposò prima la contessa Camilla Zunti, poi in seconde nozze la marchesa Douglas Scotti di Vigoleno. Ebbe così modo di studiare e riordinare i ricchi archivi delle due illustri famiglie, che ebbero tanta parte nelle vicende storiche di Parma e di Piacenza.
Entrò come impiegato nell'Archivio Notarile di Parma nel giugno del 1841 e poi nell'Archivio di Stato nel giugno del 1848. In entrambi studiò e riordinò innumerevoli atti traendone dati preziosi, specialmente per la storia delle belle arti nelle Province Parmensi. Il 18 ottobre 1876, con delibera del Consiglio Municipale di Parma, fu chiamato a dirigere il ricco e importantissimo Archivio del Comune. Riordinò gli svariatissimi carteggi contenenti gran parte dei documenti politici, amministrativi e giudiziari a partire dal XII secolo.
Con lungo e paziente lavoro trasse in luce documenti che si credevano perduti, tra i quali è degno di nota il codice statutario De officio Sindaci generalis Civitatis, Communis et Populi Parmae, scritto in un volume di pergamena nel 1317. Si tratta di un codice importantissimo, che rimase sconosciuto allo storico Amadio Ronchini, editore e illustratore degli Statuti parmensi. Esso dà un concetto esatto delle origini e dell'importanza del nuovo magistrato del sindaco, che nei primi anni del XIV secolo si sovrappose in molti comuni italiani all'ufficio del podestà. Recuperò e catalogò molti documenti relativi alla storia dell'Università di Parma.
La sua opera maggiore è considerata Documenti e memorie di Belle Arti parmigiane, in numerosi volumi, nella quale traccia con notevole estensione e molti dettagli storiografici la storia delle arti a Parma dal medioevo fino ai suoi giorni. Di quest'opera è stata però stampata solo una piccola parte, il primo volume, riguardante il periodo 1050-1450 ; il resto è conservato in manoscritto dalla "Soprintendenza per i beni storici, artistici ed etnoantropologici per le province di Parma e Piacenza", con sede a Parma nel palazzo della Pilotta. Ne esistono altre due copie, una presso l'Archivio Capitolare della diocesi di Parma, nel palazzo del Vescovado, l'altra presso la biblioteca comunale di Busseto.
Pubblicò diversi opuscoli di una Guida artistica di Parma: sul Santuario dei Valeri in Duomo (1840), sulla chiesa e sul monastero di San Quintino (1846), sulla chiesa di Sant'Alessandro   (1872), sul Collegio di Santa Caterina e sul Palazzo degli Scofoni. Fu uno degli editori dei Monumenta Historica ad Provincias Parmensem et placentinam pertinentia, una grande raccolta di fonti relative alla storia di Parma e di Piacenza. Fu un membro attivo della "Deputazione di Storia Patria per le Province Parmensi".
A Parma gli è intitolata una via che collega via Emilia Est con via Parigi, nel quartiere San Lazzaro.